# 徳安航空
徳安航空（とくあんこうくう）は、台湾の航空会社。高雄国際空港と台東空港を拠点としている。

## 就航路線
- 高雄 - 七美、望安
- 台東 - 緑島、蘭嶼

2016年10月現在
- 馬祖地域 : 南竿、東引、莒光

ヘリコプター路線

## 保有機材

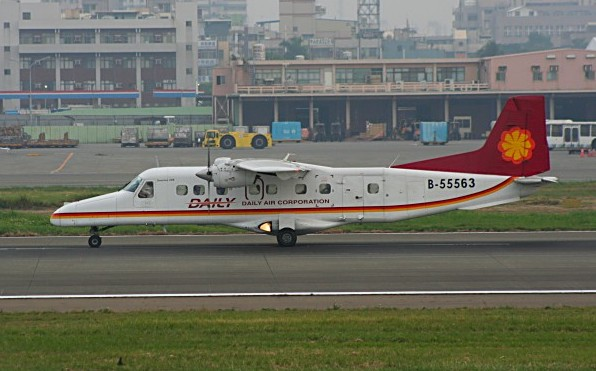
Do 228

- ドルニエ 228 : 4機（全てマンダリン航空、ユニー航空から導入した）
- バイキング DHC-6-400 : 4機 （2016年10月導入[3]）
- MBB BK117 B-2 : 2機